# Danilo Siqueira
Danilo Fuzaro Siqueira (Uberaba, 10 gennaio 1994) è un cestista brasiliano.

## Carriera
Con il Brasile ha disputato i Campionati americani del 2017.

## Palmarès
- Copa Princesa de Asturias: 1

Breogán: 2018